# Toru Minegishi
Toru Minegishi (峰岸 透, Minegishi Tōru) é um compositor e projetista de efeitos sonoros japonês conhecido por seus trabalhos em jogos eletrônicos da Nintendo. Ele cresceu dentro de uma família muito musical, desenvolvendo desde cedo um interesse em jogos e suas músicas. Minegishi não teve uma educação formal como músico, tendo ganhado experiência em seus anos na escola.

## Biografia

### Início de vida
Minegishi cresceu em uma família muito musical; seus pais gostavam especialmente de tango e música latina. Ele se interessou em jogos eletrônicos aos dez anos de idade, quando assistiu a um comercial para The Legend of Zelda, tendo ficado impressionado pela qualidade da música e efeitos sonoros. Seus pais lhe presentearam com um Family Computer Disk System e cópia de The Legend of Zelda por ele ter cumprido sua promessa de melhorar seu desempenho em natação na escola. Minegishi no ano seguinte escutou a Quadros de uma Exposição de Modest Mussorgski, uma composição em dez movimentos baseada nas pinturas de Viktor Hartmann. A técnica de Mussorgski, que focava-se em encaixar música com visuais, muito influenciou Minegishi e aumentou ainda mais seu interesse em música de jogos eletrônicos. Ele não teve nenhuma educação musical formal, tendo se interessado pela área por conta própria. Foi percussionista na escola e depois tocou bateria na faculdade em uma banda que formou com amigos.

### Carreira
Minegishi seguiu seu sonho de trabalhar em jogos eletrônicos e se candidatou a uma vaga na Nintendo. Foi aprovado em um teste de composição e em um teste escrito, conseguindo um trabalho no grupo musical da divisão Nintendo Entertainment Analysis & Development. Ele frequentemente ouve músicas em sua casa a fim de familiarizar-se com uma variedade de estilos musicais. Minegishi prefere criar as melodias em sua cabeça, porém também compõe no teclado e violão. O som de inicialização do Nintendo GameCube foi uma das peças musicais que ele concebeu sem instrumentos. Ele citou o desenvolvimento dos efeitos sonoros de Super Mario Sunshine e a criação de mais de cinquenta composições em diferentes gêneros para Animal Crossing como algumas de suas maiores experiências de aprendizado.

## Trabalhos
| Ano  | Título                                     | Papel           | Colaborador(es)                              |
| ---- | ------------------------------------------ | --------------- | -------------------------------------------- |
| 1998 | Pokémon Stadium 2                          | Composição      | Mitsuhiro Hikino & Kenta Nagata              |
| 1999 | Pokémon Stadium                            | Composição      | Hajime Wakai & Kenta Nagata                  |
| 2000 | Mario Artist: Talent Studio                | Composição      | Kazumi Totaka & Kenta Nagata                 |
| 2000 | The Legend of Zelda: Majora's Mask         | Composição      | Koji Kondo                                   |
| 2001 | Animal Crossing                            | Composição      | Kazumi Totaka, Kenta Nagata & Shinobu Tanaka |
| 2002 | Super Mario Sunshine                       | Efeitos sonoros | Mitsuhiro Hikino & Yoji Inagaki              |
| 2002 | The Legend of Zelda: The Wind Waker        | Composição      | Kenta Nagata, Hajime Wakai & Koji Kondo      |
| 2003 | Mario Golf: Toadstool Tour                 | Efeitos sonoros | Vários outros                                |
| 2004 | Mario Pinball Land                         | Efeitos sonoros | Taro Bando, Yoji Inagaki & Mitsuhiro Hikino  |
| 2004 | Mario Power Tennis                         | Dublagem        | Vários outros                                |
| 2005 | Yoshi Touch & Go                           | Composição      | Kazumi Totaka & Asuka Ota                    |
| 2005 | Mario Superstar Baseball                   | Dublagem        | Vários outros                                |
| 2006 | The Legend of Zelda: Twilight Princess     | Composição      | Asuka Ota & Koji Kondo                       |
| 2007 | The Legend of Zelda: Phantom Hourglass     | Composição      | Kenta Nagata                                 |
| 2007 | Wii Fit                                    | Composição      | Manaka Tominaga & Shiho Fujii                |
| 2008 | Super Smash Bros. Brawl                    | Arranjo         | Vários outros                                |
| 2008 | Mario Super Sluggers                       | Dublagem        | Vários outros                                |
| 2008 | Wii Music                                  | Composição      | Kenta Nagata & Mahito Yokota                 |
| 2009 | The Legend of Zelda: Spirit Tracks         | Composição      | Manaka Tominaga, Asuka Ohta & Koji Kondo     |
| 2011 | Steel Diver                                | Composição      | Atsuko Asahi                                 |
| 2011 | Mario Kart 7                               | Apoio sonoro    | Ryoji Yoshitomi                              |
| 2012 | WaraWara Plaza                             | Composição      |                                              |
| 2013 | Super Mario 3D World                       | Composição      | Mahito Yokota, Yasuaki Iwata e Koji Kondo    |
| 2014 | Steel Diver: Sub Wars                      | Composição      | Kenta Nagata e Atsuko Asahi                  |
| 2014 | Super Smash Bros. for Nintendo 3DS e Wii U | Arranjo         | Vários outros                                |
| 2015 | Mario Party 10                             | Dublagem        | Vários outros                                |
| 2015 | Splatoon                                   | Composição      | Shiho Fujii                                  |
| 2016 | Mario Party: Star Rush                     | Dublagem        | Vários outros                                |
| 2017 | Splatoon 2                                 | Composição      | Ryo Nagamatsu & Shiho Fujii                  |
| 2017 | Mario Party: The Top 100                   | Dublagem        | Vários outros                                |
| 2018 | Mario Tennis Aces                          | Dublagem        | Vários outros                                |
| 2019 | Super Mario Maker 2                        | Composição      | Atsuko Asahi & Sayako Doi                    |